# Guilherme Boulos
Guilherme Castro Boulos (São Paulo, Brasil, 19 de juny de 1982) és un polític, activista i escriptor brasiler. És membre de la Coordinació Nacional del Moviment dels Treballadors Sense Sostre (MTST) i conegut per ser un dels principals líders d'extrema esquerra a Brasil. Fou el candidat presidencial del Partit Socialisme i Llibertat (PSOL) a la presidència de Brasil en les eleccions generals de 2018. Es va unir al PSOL l'any 2018.

## Biografia

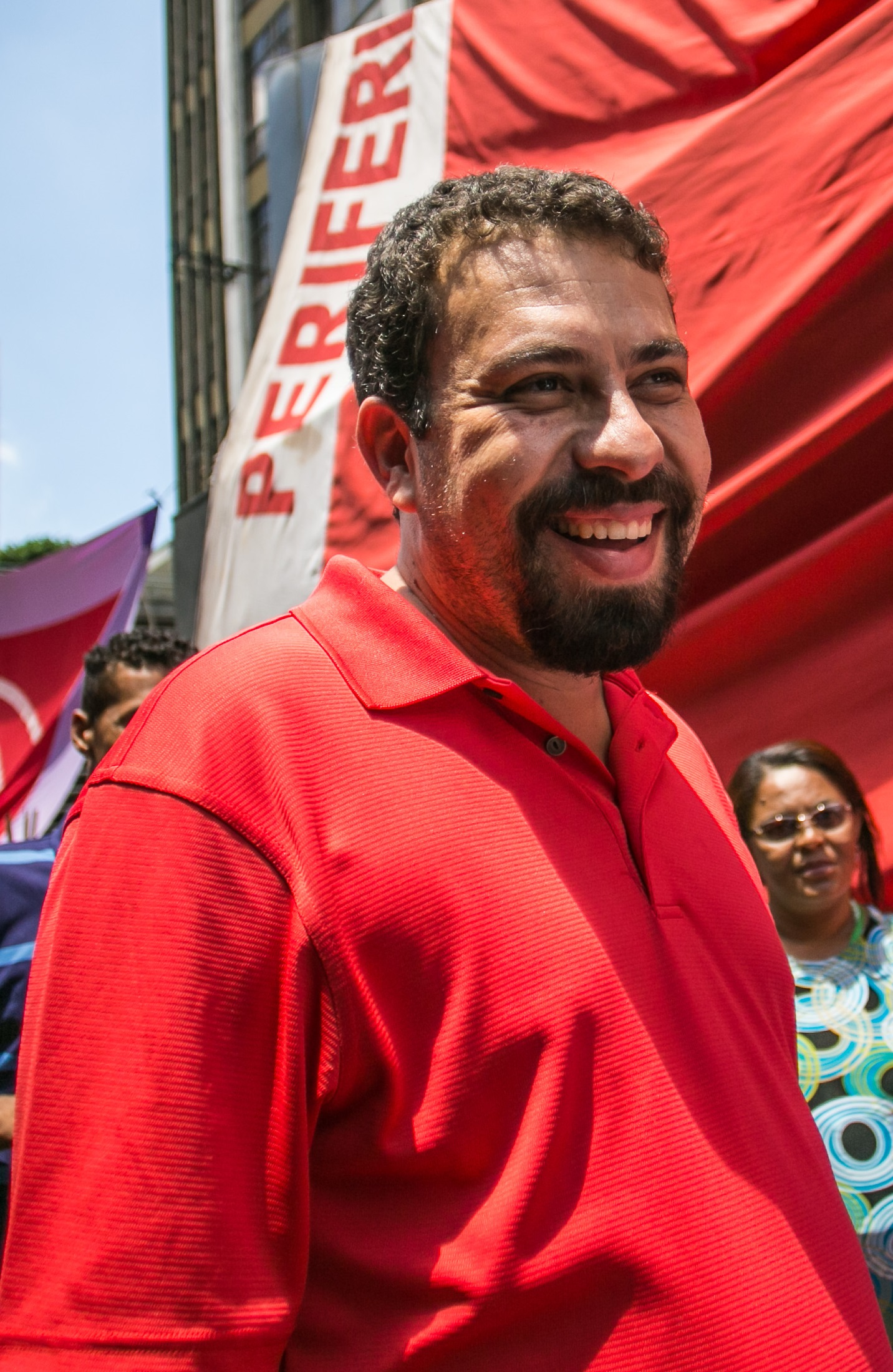
Guilherme Boulos

Guilherme Boulos és fill de Marcos Boulos, professor de medicina a la Universitat de São Paulo. Es va graduar en Filosofia el 2006 i va obtenir un postgrau en salut mental el 2017, ambdós a la Universitat de São Paulo. En la seva joventut i en els seus anys de formació, va participar en la Unió de Joves Comunistes. Va aparèixer de nou a la premsa després de les mobilitzacions socials entorn de la Copa del Món de Futbol de 2014, especialment en la invasió anomenada Copa de l'Ocupació de la Gent, organitzada per l'MTST a principis de maig. El 10 de juliol de 2018 va anunciar la seva candidatura presidencial amb el suport del Partit Socialisme i Llibertat, nogensmenys ha criticat en diverses ocasions les mesures reaccionàries del govern de Jair Bolsonaro.

## Empresonament
Boulos ha estat arrestat diverses vegades a causa de la seva participació en accions directes i ha sofert diversos processos judicials com a resultat de danys a la propietat. El 17 de gener de 2017 va ser arrestat en una manifestació, en la qual van assistir al voltant de 3000 persones. Boulos va ser arrestat sota càrrecs de cometre desobediència judicial i incitació a la violència durant la demanda de recuperació d'una parcel·la al barri de São Mateus de São Paulo.

## Llibres
- De que lado você está? Reflexões sobre a conjuntura política e urbana no Brasil (2015)
- Por que ocupamos? Uma introdução à luta dos Sem-Teto (2014)
- Brasil em jogo: O que fica da Copa e das Olimpíadas? (2014)